# هيلاري ونايت
هيلاري ونايت (بالإنجليزية: Hilary Knight)‏ هي لاعبة هوكي الجليد أمريكية، ولدت في 12 يوليو 1989 في بالو ألتو في الولايات المتحدة.

## وصلات خارجية
- الموقع الرسمي
- هيلاري ونايت على موقع دوري الهوكي الوطني (الإنجليزية)
- هيلاري ونايت على موقع EliteProspects.com (الإنجليزية)
- هيلاري ونايت على موقع Eurohockey.com (الإنجليزية)
- هيلاري ونايت على موقع HockeyDB.com (الإنجليزية)
- هيلاري ونايت على موقع اللجنة الأولمبية الدولية (الإنجليزية)
- هيلاري ونايت على موقع أوليمبيديا (الإنجليزية)
- هيلاري ونايت على موقع اللجنة الأولمبية والبارالمبية الأمريكية (الإنجليزية)